# Льейдский субдиалект
Льейдский субдиалект северо-западного диалекта каталанского языка (кат. català lleidatà) — говор каталанского языка, на котором говорят в городе Льейда и окрестностях, Автономная область Каталония.

## Главные особенности
- Главной чертой является открытое [ε]:
  - в конце существительных, которые заканчиваются на -a: Lleida [-ε], Fraga [-ε], casa [-ε];
  - в окончаниях глаголов: ell cante, ell cantave, ell faríe вместо ell canta, ell cantava, ell faría;
- Употребление слова enta вместо литературного cap;
- Многочисленные диалектизмы:
  - adés вместо нормативного abans — «до, перед» (в литературном языке adés является синонимом després, «после»)[1],
  - afededéu — «блин!» (междометие),
  - ah txiquets! — «вот так!» (возглас),
  - alicòptero вместо helicòpter — «вертолёт»,
  - ampessar вместо començar — «начинать»,
  - ampressió вместо impressió — «впечатление»,
  - amprimir вместо imprimir — «печатать»,
  - badejo вместо bacallà — «рыба треска» и т. п.